# Regel van l'Hôpital
De regel van l'Hôpital is een stelling in de wiskunde die kan worden gebruikt bij het berekenen van de limiet van het quotiënt van twee functies door middel van hun afgeleiden. De regel is genoemd naar de Franse wiskundige Guillaume de l'Hôpital (1661–1704), die de regel als eerste publiceerde in zijn boek L'Analyse des infiniment petits pour l'intelligence des lignes courbes; dit terwijl de regel waarschijnlijk als eerste is ontdekt door Johann Bernoulli.
De regel is speciaal van toepassing als de limieten van elk van de functies, bij dezelfde waarde van het argument, zodanige waarden hebben dat het quotiënt onbepaald is.

## Formulering van de regel
Als voor twee differentieerbare functies {\displaystyle f} en {\displaystyle g} en een getal {\displaystyle a} voldaan is aan een van de voorwaarden: 
{\displaystyle \lim _{x\to a}{f(x)}=\lim _{x\to a}g(x)=0}
of 
{\displaystyle \lim _{x\to a}{|f(x)|}=\lim _{x\to a}{|g(x)|}=\infty },
geldt
{\displaystyle \lim _{x\to a}{f(x) \over g(x)}=\lim _{x\to a}{f'(x) \over g'(x)}}
mits de limiet in het rechterlid bestaat. 
Door toepassing van deze regel kunnen onbepaaldheden van de vorm {\displaystyle 0/0} en {\displaystyle \infty /\infty } mogelijk opgelost worden.

## Bewijs
Zij:
- {\displaystyle f(a)=g(a)=0\left({\mbox{ of }}\lim _{x\to a}{f(x)}=\pm \infty \land \lim _{x\to a}{g(x)}=\pm \infty \right)},

- {\displaystyle \forall x\in \mathbb {I} \backslash \{a\}:g(x)\neq 0\left(\mathbb {I} =\left]b,c\right[;a\in \mathbb {I} \right)},

- {\displaystyle f'(a),g'(a)\in \mathbb {R} ;g'(a)\neq 0}

Dan geldt:
{\displaystyle {\frac {f(x)}{g(x)}}={\frac {f(x)-f(a)}{g(x)-g(a)}}\Leftrightarrow {\frac {f(x)}{g(x)}}={\frac {\left({\frac {f(x)-f(a)}{x-a}}\right)}{\left({\frac {g(x)-g(a)}{x-a}}\right)}}},
zodat
{\displaystyle \lim _{x\to a}{\frac {f(x)}{g(x)}}={\frac {\lim \limits _{x\to a}{\left[{\frac {f(x)-f(a)}{x-a}}\right]}}{\lim \limits _{x\to a}{\left[{\frac {g(x)-g(a)}{x-a}}\right]}}}={\frac {f'(a)}{g'(a)}}}

## Precieze formulering
Laat {\displaystyle I=(b,a)} een niet-leeg open interval zijn en{\displaystyle f,\,g:I\to \mathbb {R} } twee differentieerbare functies waarvoor de linkerlimieten {\displaystyle \lim _{x\uparrow a}f(x)} en {\displaystyle \lim _{x\uparrow a}g(x)} beide bestaan en gelijk zijn aan 0, of beide divergeren naar {\displaystyle \pm \infty }.
Als {\displaystyle g'(x)\neq 0} voor alle {\displaystyle x\in I} en 
{\displaystyle \lim _{x\to a}{\frac {f'(x)}{g'(x)}}}
bestaat of divergeert naar {\displaystyle \pm \infty }, dan bestaat ook 
{\displaystyle \lim _{x\to a}{\frac {f(x)}{g(x)}}}
of divergeert naar {\displaystyle \pm \infty }
Analoge resultaten gelden voor een interval {\displaystyle I=(a,b)} en rechterlimieten, en voor {\displaystyle a=\pm \infty }
Als {\displaystyle I} een echte deelverzameling is van een open interval waarop aan de genoemde voorwaarden voldaan is, dan geldt in het bijzonder:
{\displaystyle \lim _{x\to a}{\frac {f'(x)}{g'(x)}}=c\ \Rightarrow \ \lim _{x\to a}{\frac {f(x)}{g(x)}}=c}

## Voorbeeld 1
In de onderstaande limiet gaan zowel teller als noemer naar 0.
Met de regel van l'Hôpital blijkt:
{\displaystyle \lim _{x\to 0}{\frac {e^{x}-1}{x^{2}+x}}=\lim _{x\to 0}{\frac {e^{x}}{2x+1}}=1}
In het volgende voorbeeld gaan zowel teller als noemer naar {\displaystyle \infty }. Met de regel van l'Hôpital blijkt:
{\displaystyle \lim _{x\to \infty }{\frac {\sqrt {x}}{\ln(x)}}=\lim _{x\to \infty }{\frac {1/(2{\sqrt {x}})}{1/x}}=\lim _{x\to \infty }{\frac {\sqrt {x}}{2}}=\infty }

## Voorbeeld 2
De breukmethode (de onbepaaldheid {\displaystyle 0\cdot \infty })
Op de volgende manier kan men ook de limiet van een product waarvan de factoren als limieten 0 en {\displaystyle \infty } hebben bepalen door de regel van l'Hôpital toe te passen. Als bijvoorbeeld:
{\displaystyle \lim _{x\to c}f(x)}
en
{\displaystyle \lim _{x\to c}g(x)=\infty }
dan kan de regel van l'Hôpital toegepast worden via:
{\displaystyle \lim _{x\to c}{\frac {f'(x)}{\left({\frac {1}{g(x)}}\right)'}}}

## Voorbeeld 3
Limieten van de vorm {\displaystyle \infty \ -\ \infty }
Limieten die aanleiding geven tot de onbepaaldheid {\displaystyle \infty \ -\ \infty } kunnen soms bepaald worden met de regel van de l'Hôpital. Dit is het geval indien de oneindigheden zelf zouden ontstaan vanuit een deling door nul. Bijvoorbeeld
{\displaystyle \lim _{x\to 0}\left({\frac {1}{x}}-{\frac {1}{\sin(x)}}\right)=\lim _{x\to 0}{\frac {\sin(x)-x}{x\cdot \sin(x)}}=}
{\displaystyle =\lim _{x\to 0}{\frac {\cos(x)-1}{\sin(x)+x\cos(x)}}=\lim _{x\to 0}{\frac {-\sin(x)}{\cos(x)+\cos(x)-x\sin(x)}}=0}

## Voorbeeld 4
Limieten van de vorm {\displaystyle \lim \ f(x)^{g(x)}}
Ook bepaalde limieten van de vorm  
{\displaystyle \lim _{x\to a}f(x)^{g(x)}}
kunnen soms met de regel van de l'Hôpital worden opgelost, indien de afzonderlijke limieten aanleiding geven tot een onbepaaldheid van de vorm {\displaystyle 0^{0},\ \infty ^{0}} of {\displaystyle 1^{\infty }}. 
De limiet wordt daartoe herschreven in de vorm
{\displaystyle \lim _{x\to a}e^{g(x)\cdot \ln(f(x))}=e^{\lim _{x\to a}g(x)\cdot \ln(f(x))}}
De logaritmische functie kan immers binnen de limiet gebracht worden omdat ze over haar volledig domein continu is. 
Voorbeeld
{\displaystyle \lim _{x\to 0}x^{\sin(x)}}
Enkel de rechterlimiet is hier mogelijk.
De limiet wordt dus herschreven als
{\displaystyle e^{\lim _{x\to 0}\sin(x)\cdot \ln(x)}}
Voor de limiet geldt:
{\displaystyle \lim _{x\to 0^{+}}\sin(x)\cdot \ln(x)=\lim _{x\to 0^{+}}{\frac {\ln(x)}{\csc(x)}}=\lim _{x\to 0^{+}}{\frac {1/x}{-\cot(x)\csc(x)}}=\lim _{x\to 0^{+}}{\frac {\sin ^{2}(x)}{-x\cos(x)}}=0}
zodat:
{\displaystyle \lim _{x\to 0}x^{\sin(x)}=e^{0}=1}